# Gianpaolo Bellini (calciatore)
Gianpaolo Bellini (Sarnico, 27 marzo 1980) è un allenatore di calcio ed ex calciatore italiano, di ruolo difensore, allenatore della formazione Under-17 dell'Atalanta.

## Biografia
Nel corso della sua carriera ha sempre militato nell'Atalanta, della quale è divenuto capitano e bandiera. Con la maglia nerazzurra è il calciatore che ha collezionato più presenze in campionato (396), in gare ufficiali (435).
Il 22 maggio 2014 si è sposato con Cristina Seghezzi nel suo paese natale. Dal matrimonio sono nati tre figli.

## Caratteristiche tecniche
Era un terzino sinistro che in carriera ha giocato anche a destra e nella posizione di centrale.

## Carriera

### Giocatore

#### Club
Nell'Atalanta svolge tutta la trafila delle giovanili fin dalla categoria Pulcini, vincendo anche un Campionato Primavera nella stagione 1997-1998. Esordisce in prima squadra l'11 aprile 1999, in Serie B, nel corso dell'incontro Atalanta - Verona (3-2). In totale sono 4 le presenze disputate in quell'annata. Il 15 settembre seguente realizza la prima rete, nel 3-0 in Coppa Italia alla Pistoiese.

Bellini con la maglia scudettata dell'Atalanta Primavera

L'esordio in Serie A risale al 1º ottobre 2000 nella partita Atalanta-Lazio (2-2). Nella stagione 2000-2001 il mister Vavassori continuò a dargli fiducia, facendogli disputare parecchie partite da titolare. Quell'anno segna 2 gol, entrambi in Coppa Italia ed entrambi alla Roma. Il primo all'andata allo Stadio Olimpico rispondendo alla precedente marcatura di Vincenzo Montella e portando il risultato sul 1-1; il secondo al ritorno, nella vittoriosa partita per 4-2 che ha valso la qualificazione ai quarti di finale.
La stagione seguente parte stabilmente da titolare dopo che l'allora terzino sinistro della squadra, Luciano Zauri, venne dirottato a destra. Il giocatore totalizza 20 presenze in una stagione costellata da infortuni. La stagione 2002-2003 fu la replica di quella precedente, con il giocatore vittima di numerosi infortuni che non gli consentono di scendere in campo con regolarità. Il primo gol in campionato arriva la stagione seguente, in Serie B, il 17 aprile 2004 nella partita vinta dall'Atalanta contro il Catania (3-0). Si ripete appena 13 giorni dopo, segnando il gol del momentaneo 1-0 contro il L.R. Vicenza (3-2). Nelle stagioni seguenti diventa insostituibile per qualsiasi allenatore sieda sulla panchina bergamasca, giocando stabilmente da titolare come terzino sinistro.
Nell'estate 2008 è accusato, insieme a 4 calciatori del Livorno, di aver combinato illecitamente la gara del 23 dicembre 2007. Le accuse non portano ad una sentenza, complice anche la mancanza di prove. Nella stagione 2008-2009 disputa 34 partite (suo record personale nell'arco di una stagione) contribuendo alla salvezza degli orobici.
La stagione seguente segna la prima rete ufficiale dell'Atalanta in campionato alla quarta giornata, nella sconfitta di Bari (1-4) che è costata la panchina al nuovo allenatore Angelo Gregucci. A fine stagione la squadra retrocede. Il 26 luglio 2010 rinnova il contratto con la società nerazzurra fino al 30 giugno 2013 con un'opzione anche per l'anno successivo. Il 5 settembre 2010, nella partita interna contro il Frosinone, Bellini diventa il giocatore con il maggior numero di presenze in gare ufficiali con la maglia dell'Atalanta. Il 19 febbraio successivo, supera anche Stefano Angeleri come numero di presenze in campionato diventando così il giocatore più presente nell'Atalanta di tutti i tempi. Conclude la sua tredicesima stagione in nerazzurro con 34 presenze (33 in campionato ed 1 in Coppa Italia) e, per la seconda volta nella sua carriera, con la vittoria del campionato cadetto. Nella stagione successiva gioca 20 partite e segna il suo quinto gol in carriera in Serie A nella partita vinta per 3-1 contro il Napoli, giocata l'11 aprile 2012.
Il 16 marzo 2014 scende in campo contro la Sampdoria subentrando a Cristiano Del Grosso per la sua 400ª presenza in maglia atalantina. Al termine della stagione 2014-2015 conta 264 presenze in A con il club, preceduto soltanto da Angeleri (fermo a 281) nella particolare graduatoria.
L'anno seguente si avvicina ulteriormente al primato, annunciando anche l'intenzione di ritirarsi al termine del campionato.
L'8 maggio 2016 nell'ultima partita casalinga della stagione segna il gol del definitivo 1-1 contro l'Udinese trasformando un calcio di rigore; si tratta del suo primo gol stagionale, il primo in assoluto su rigore ed il sesto in 279 presenze complessive di Serie A (281 con lo spareggio raggiungendo così Stefano Angeleri) con l'Atalanta (il primo a Bergamo).

#### Nazionale
Il 16 agosto 2000 debuttò con la nazionale Under-21 nella partita Italia-Messico.
Conta 15 presenze nell'Under-21 azzurra, con cui ha preso parte all'Europeo 2002 svoltosi in Svizzera, giocando da titolare le tre partite del girone contro Portogallo, Inghilterra e Svizzera. Squalificato per somma di ammonizioni, non disputò la semifinale contro la Repubblica Ceca, fatale agli Azzurrini.

### Allenatore
A partire dalla stagione 2017-2018, Bellini ritorna a far parte dello staff dell'Atalanta, iniziando a lavorare come vice di Massimo Brambilla sulla panchina della formazione Primavera. Con i giovani orobici, la coppia si aggiudica sia due campionati, sia due Supercoppe di categoria consecutive, nelle stagioni 2018-2019 e 2019-2020.
Nell'estate del 2022, in seguito alla riorganizzazione dei quadri tecnici del vivaio atalantino, Bellini ottiene la possibilità di iniziare la sua esperienza da allenatore, venendo nominato alla guida della formazione Under-17.

## Dopo il ritiro
Il 20 febbraio 2017 inizia il corso da direttore sportivo a Coverciano, ottenendo il 22 maggio seguente l'abilitazione ed anche una borsa di studio alla luce del risultato della prova finale.

## Statistiche

### Presenze e reti nei club
| Stagione        | Squadra         | Campionato      | Campionato | Campionato | Coppa nazionali | Coppa nazionali | Coppa nazionali | Coppe continentali | Coppe continentali | Coppe continentali | Altre coppe | Altre coppe | Altre coppe | Totale | Totale |
| Stagione        | Squadra         | Comp            | Pres       | Reti       | Comp            | Pres            | Reti            | Comp               | Pres               | Reti               | Comp        | Pres        | Reti        | Pres   | Reti   |
| --------------- | --------------- | --------------- | ---------- | ---------- | --------------- | --------------- | --------------- | ------------------ | ------------------ | ------------------ | ----------- | ----------- | ----------- | ------ | ------ |
| 1998-1999       | Atalanta        | B               | 4          | 0          | CI              | 0               | 0               | -                  | -                  | -                  | -           | -           | -           | 4      | 0      |
| 1999-2000       | Atalanta        | B               | 20         | 0          | CI              | 7               | 1               | -                  | -                  | -                  | -           | -           | -           | 27     | 1      |
| 2000-2001       | Atalanta        | A               | 23         | 0          | CI              | 6               | 2               | -                  | -                  | -                  | -           | -           | -           | 29     | 2      |
| 2001-2002       | Atalanta        | A               | 20         | 0          | CI              | 2               | 0               | -                  | -                  | -                  | -           | -           | -           | 22     | 0      |
| 2002-2003       | Atalanta        | A               | 19+2       | 0          | CI              | 1               | 0               | -                  | -                  | -                  | -           | -           | -           | 22     | 0      |
| 2003-2004       | Atalanta        | B               | 30         | 2          | CI              | 0               | 0               | -                  | -                  | -                  | -           | -           | -           | 30     | 2      |
| 2004-2005       | Atalanta        | A               | 29         | 0          | CI              | 8               | 0               | -                  | -                  | -                  | -           | -           | -           | 37     | 0      |
| 2005-2006       | Atalanta        | B               | 30         | 1          | CI              | 5               | 0               | -                  | -                  | -                  | -           | -           | -           | 35     | 1      |
| 2006-2007       | Atalanta        | A               | 32         | 1          | CI              | 0               | 0               | -                  | -                  | -                  | -           | -           | -           | 32     | 1      |
| 2007-2008       | Atalanta        | A               | 23         | 2          | CI              | 1               | 0               | -                  | -                  | -                  | -           | -           | -           | 24     | 2      |
| 2008-2009       | Atalanta        | A               | 34         | 0          | CI              | 2               | 0               | -                  | -                  | -                  | -           | -           | -           | 36     | 0      |
| 2009-2010       | Atalanta        | A               | 29         | 1          | CI              | 1               | 0               | -                  | -                  | -                  | -           | -           | -           | 30     | 1      |
| 2010-2011       | Atalanta        | B               | 33         | 0          | CI              | 1               | 0               | -                  | -                  | -                  | -           | -           | -           | 34     | 0      |
| 2011-2012       | Atalanta        | A               | 20         | 1          | CI              | 0               | 0               | -                  | -                  | -                  | -           | -           | -           | 20     | 1      |
| 2012-2013       | Atalanta        | A               | 11         | 0          | CI              | 1               | 0               | -                  | -                  | -                  | -           | -           | -           | 12     | 0      |
| 2013-2014       | Atalanta        | A               | 9          | 0          | CI              | 0               | 0               | -                  | -                  | -                  | -           | -           | -           | 9      | 0      |
| 2014-2015       | Atalanta        | A               | 15         | 0          | CI              | 2               | 0               | -                  | -                  | -                  | -           | -           | -           | 17     | 0      |
| 2015-2016       | Atalanta        | A               | 15         | 1          | CI              | 0               | 0               | -                  | -                  | -                  | -           | -           | -           | 15     | 1      |
| Totale carriera | Totale carriera | Totale carriera | 396+2      | 9          |                 | 37              | 3               |                    | -                  | -                  |             | -           | -           | 435    | 12     |

## Palmarès

### Giocatore

#### Competizioni giovanili
- Campionato Primavera: 1

Atalanta: 1997-1998
- Trofeo Dossena: 1

Atalanta: 1997

#### Competizioni nazionali
- Campionato italiano di Serie B: 2

Atalanta: 2005-2006, 2010-2011